# كابريليو
كابريليو (بالإيطالية: Capriglio)‏ هي بلدة وبلدية في مقاطعة أستي في إقليم بييمونتي في جنوب إيطاليا.

## السكان
في سنة 1861 بلغ عدد السكان 679 نسمة، وتطور العدد ليصل في سنة 2011 لـ 300 نسمة.
يظهر هذا المخطط البياني تطور النمو السكاني لـ كابريليو